# Stenocercus marmoratus
Stenocercus marmoratus là một loài thằn lằn trong họ Tropiduridae. Loài này được Duméril & Bibron mô tả khoa học đầu tiên năm 1837.

## Hình ảnh

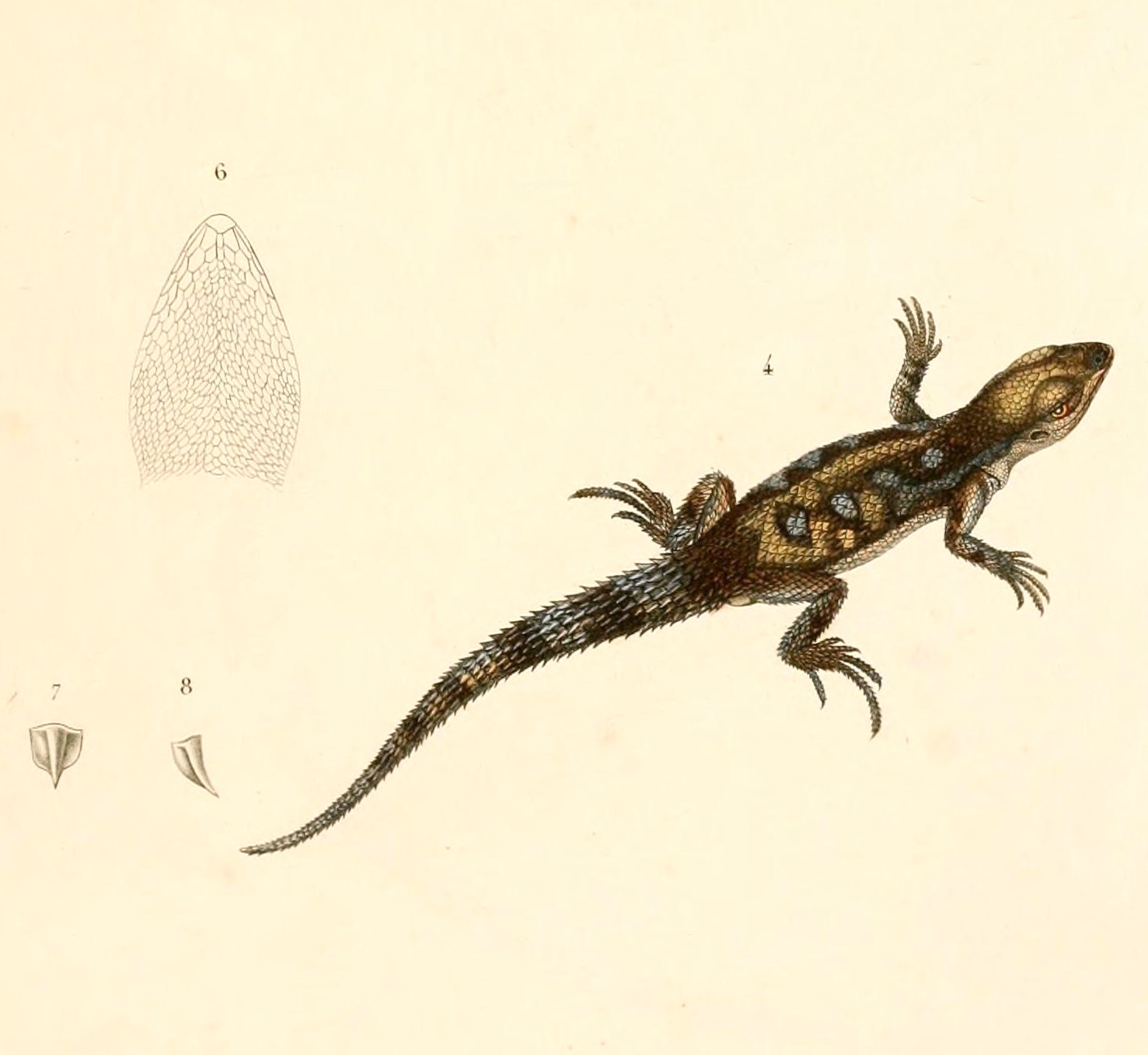